# Yūsuke Honma
Yūsuke Honma (Yahata, Fukuoka, 06 de Junho de 1952) é um compositor japonês e um músico famoso pelas trilhas sonoras produzidas para seriados de TV, filmes e animes. No Brasil, seu trabalho mais conhecido é a trilha-sonora instrumental do anime Yu Yu Hakusho.

## Prêmios e Indicações
| Ano  | Prêmio                               | Categoria              | Trabalho Indicado                     | Resultado | Ref. |
| ---- | ------------------------------------ | ---------------------- | ------------------------------------- | --------- | ---- |
| 2003 | 36th Television Drama Academy Awards | Best Music Arrangement | Boku no Ikiru Michi                   | Venceu    |      |
| 2003 | 38th Television Drama Academy Awards | Best Music Arrangement | Dr. Koto Shinryojo                    | Venceu    |      |
| 2007 | 30th Japan Academy Prize             | Best Music Score       | Trilha-sonora do filme Uchôten hoteru | Indicado  |      |